# Sarcostemma
Sarcostemma és un gènere de plantes amb flors amb 108 espècies, que pertany a la família de les Apocynaceae (ordre: Gentianales). Es distribueixen per les regions tropicals d'Àfrica, Àsia i Austràlia. Són lianes enfiladisses, rarament erectes, suculentes amb la base dura com la fusta. Les fulles en són reduïdes i aviat es perden. Es troben en cimes com umbel·les, sèssils extraaxil·lars.

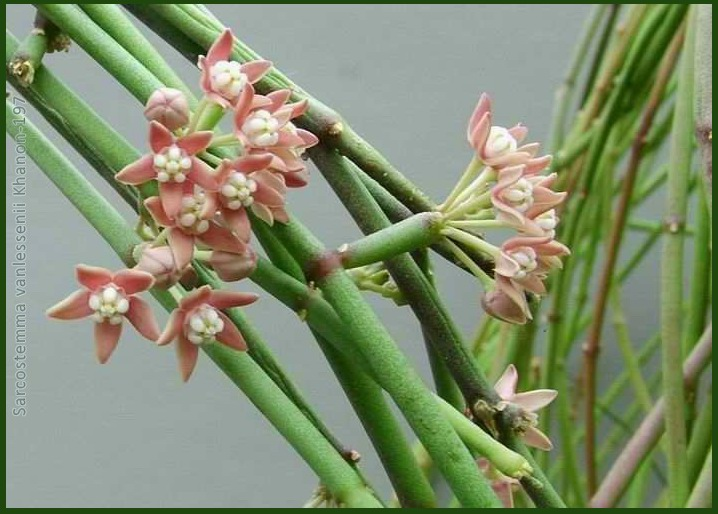
Sarcostemma vanlessenii

## Taxonomia
El gènere va ser descrit per Robert Brown i publicat en Prodromus Florae Novae Hollandiae 463, 1810. L'espècie tipus n'és: Sarcostemma viminale.
Etimologia
Sarcostemma: nom genèric que prové del grec sarx = 'carnós' i stemma que significa 'corona', fa al·lusió a la corona floral carnosa.
1. Sarcostemma acidum (Roxb.) Voigt
2. Sarcostemma andinum (Ball) R.W. Holm. - Perú
3. Sarcostemma angustissima R.W.Holm - Galápagos
4. Sarcostemma arenarium Decne. ex Benth. - Baixa Califòrnia Sud
5. Sarcostemma bilobum Hook. & Arn.
6. Sarcostemma clausum (Jacq.) Schult.
7. Sarcostemma crispum Benth. - Aguascalientes a Mèxic
8. Sarcostemma cynanchoides Decne. - Coahuila a Mèxic
9. Sarcostemma elegans Decne. - Mèxic
10. Sarcostemma glaucum Kunth - Veneçuela, Colòmbia, Panamà, Perú
11. Sarcostemma hirtellum (A.Gray) R.W.Holm - Califòrnia, Arizona, Nevada
12. Sarcostemma lindenianum Decne. - Honduras, Yucatán
13. Sarcostemma lobatum Waterf. - Oklahoma
14. Sarcostemma madagascariense Desc. - Madagascar
15. Sarcostemma pearsonii N.E.Br. - Namíbia
16. Sarcostemma refractum (Donn. Sm.) L.O. Williams - Chiapas, Guatemala
17. Sarcostemma secamone (L.) Bennett - Índia
18. Sarcostemma socotranum
19. Sarcostemma stocksii Hook.f. - Pakistan
20. Sarcostemma torreyi (A. Gray) Woodson - Texas, nord-est de Mèxic
21. Sarcostemma welwitschii Hiern. - Angola

Anteriorment incloses i traslladades a altres gèneres (Cynanchum, Funastrum, Leptadenia, Philibertia, Tetraphysa)
1. S. antsiranense, syn of Cynanchum antsiranense
2. S. aphyllum, syn of Cynanchum viminale
3. S. campanulatum, syn of Philibertia campanulata
4. S. carpophylloides, syn of Funastrum gracile
5. S. decorsei, syn of Cynanchum decorsei
6. S. donianum, syn of Philibertia gilliesii
7. S. elachistemmoides, syn of Cynanchum elachistemmoides
8. S. esculentum, syn of Oxystelma esculentum
9. S. flavum, syn of Funastrum flavum
10. S. gilliesii, syn of Philibertia gilliesii
11. S. gracile, syn of Funastrum gracile
12. S. grandiflorum, syn of Philibertia gilliesii
13. S. hastatum, syn of Philibertia solanoides
14. S. implicatum, syn of Cynanchum implicatum
15. S. incanum, syn of Philibertia gilliesii
16. S. insigne, syn of Cynanchum insigne
17. S. lehmannii, syn of Tetraphysa lehmannii
18. S. lysimachioides, syn of Philibertia lysimachioides
19. S. marsupiflorum, syn of Philibertia solanoides
20. S. mauritianum, syn of Cynanchum luteifluens
21. S. membranaceum, syn of Cynanchum membranaceum
22. S. mulanjense, syn of Cynanchum viminale subsp. mulanjense
23. S. odontolepis, syn of Cynanchum viminale subsp. odontolepis
24. S. odoratum, syn of Funastrum odoratum
25. S. oresbium, syn of Cynanchum oresbium
26. S. pannosum, syn of Funastrum pannosum
27. S. pyrotechnicum, syn of Leptadenia pyrotechnica
28. S. quadriflorum, syn of Philibertia solanoides
29. S. resiliens, syn of Cynanchum resiliens
30. S. rotundifolium, syn of Funastrum pannosum
31. S. solanoides, syn of Philibertia solanoides
32. S. stipitaceum, syn of Cynanchum viminale subsp. stipitaceum
33. S. stipitatum'', syn of Philibertia stipitata
34. S. stoloniferum, syn of Cynanchum stoloniferum
35. S. tetrapterum, syn of Cynanchum viminale
36. S. tomentellum, syn of Funastrum pannosum
37. S. trichopetalum, syn of Funastrum trichopetalum
38. S. vailiae, syn of Philibertia picta
39. S. vanlessenii, syn of Cynanchum vanlessenii
40. S. variifolium, syn of Philibertia solanoides
41. S. viminale, syn of Cynanchum viminale